# روبرت شيبارد
روبرت شيبارد (24 أغسطس 1879 - 28 يناير 1953) (بالإنجليزية: Robert Sheppard)‏ هو لاعب كريكت بريطاني (وحمل سابقاً جنسية المملكة المتحدة لبريطانيا العظمى وأيرلندا).